# 柳博姆利
柳博姆利（羅馬化：Liuboml）是乌克兰西北部沃倫州科韋利區柳博姆利市镇内的城市及该市镇的行政中心，2020年7月18日前为柳博姆利區的行政中心。該市始建於1287年，面積11.986平方公里，海拔高度187米，2022年人口数量为10,295人。

## 图集

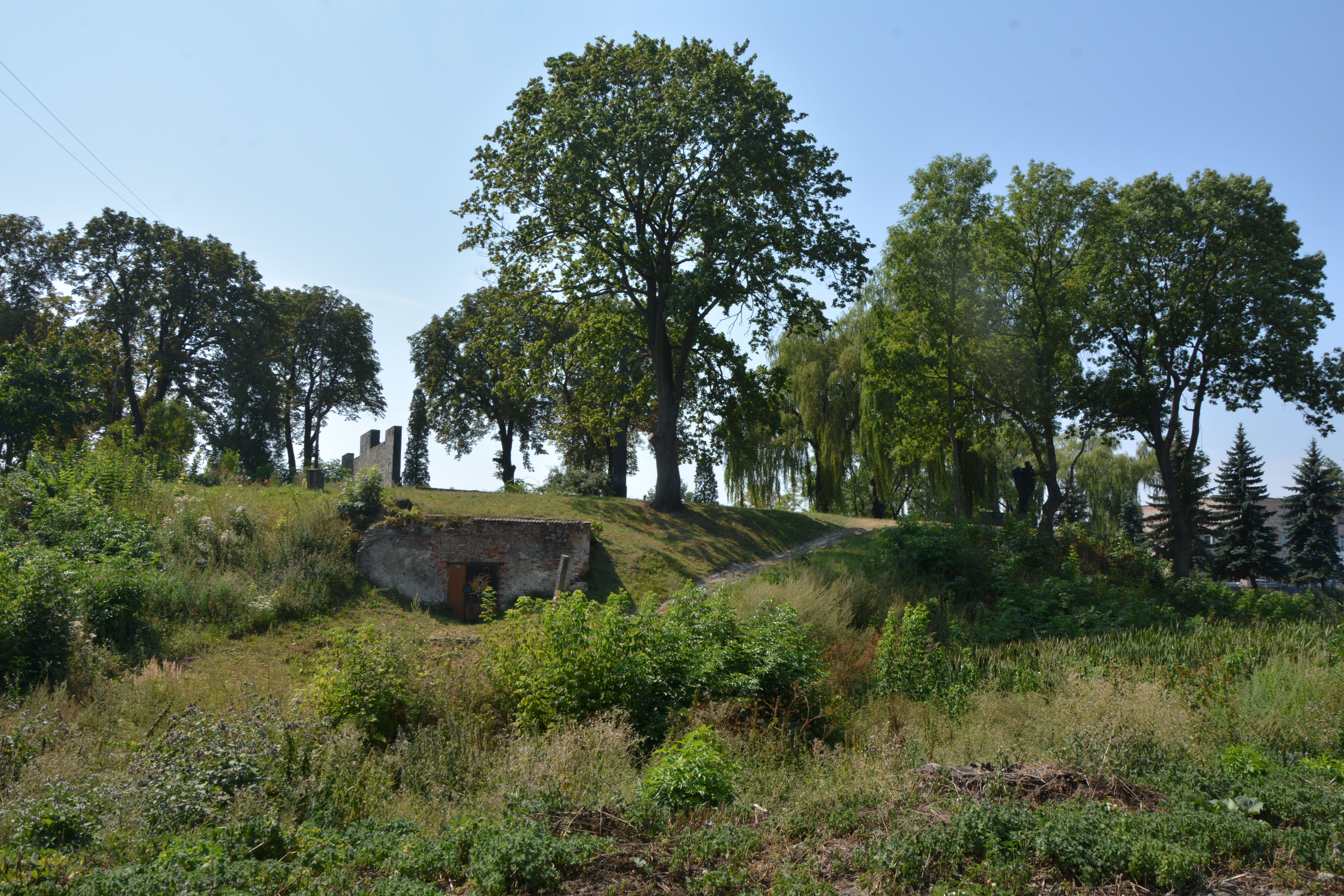
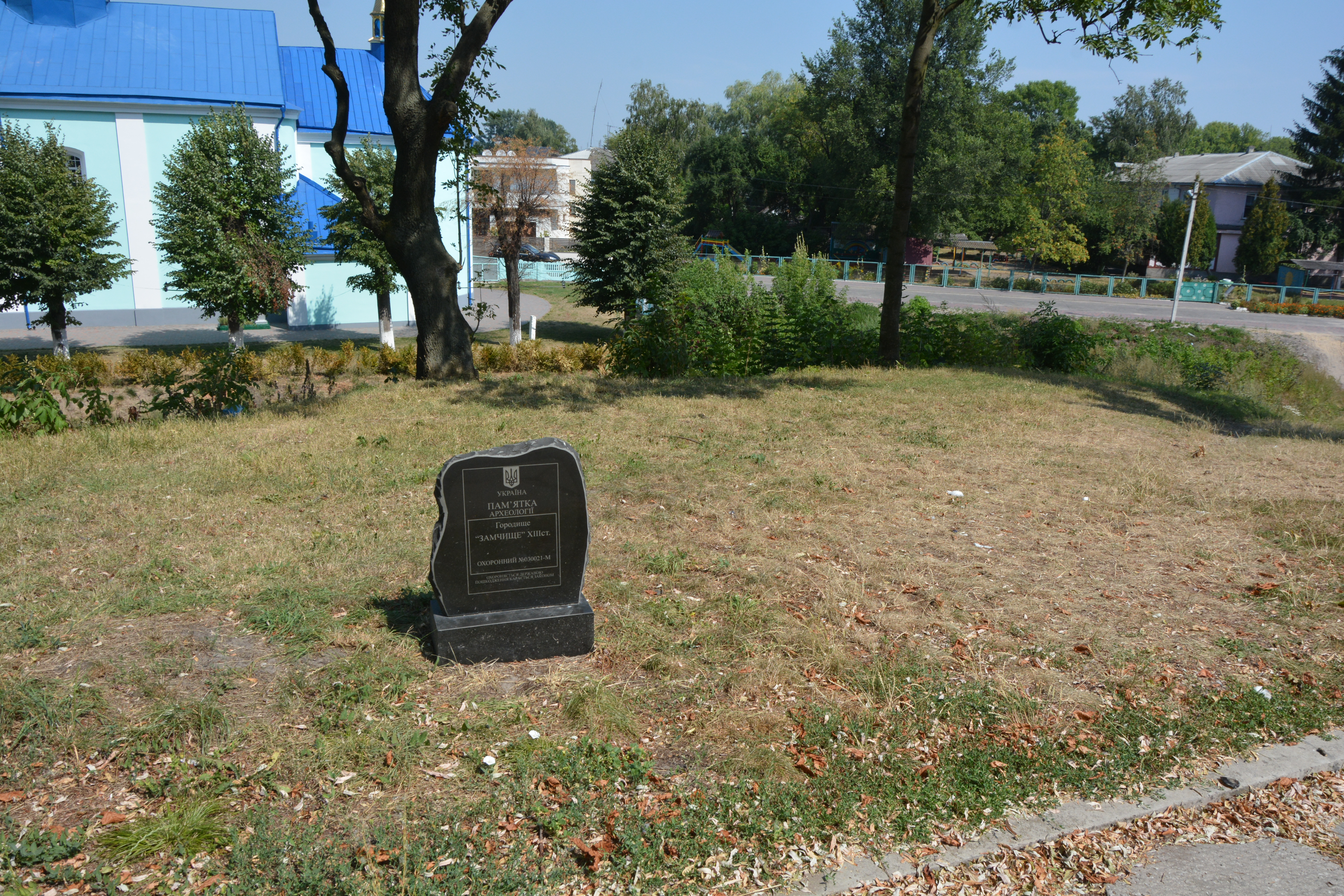
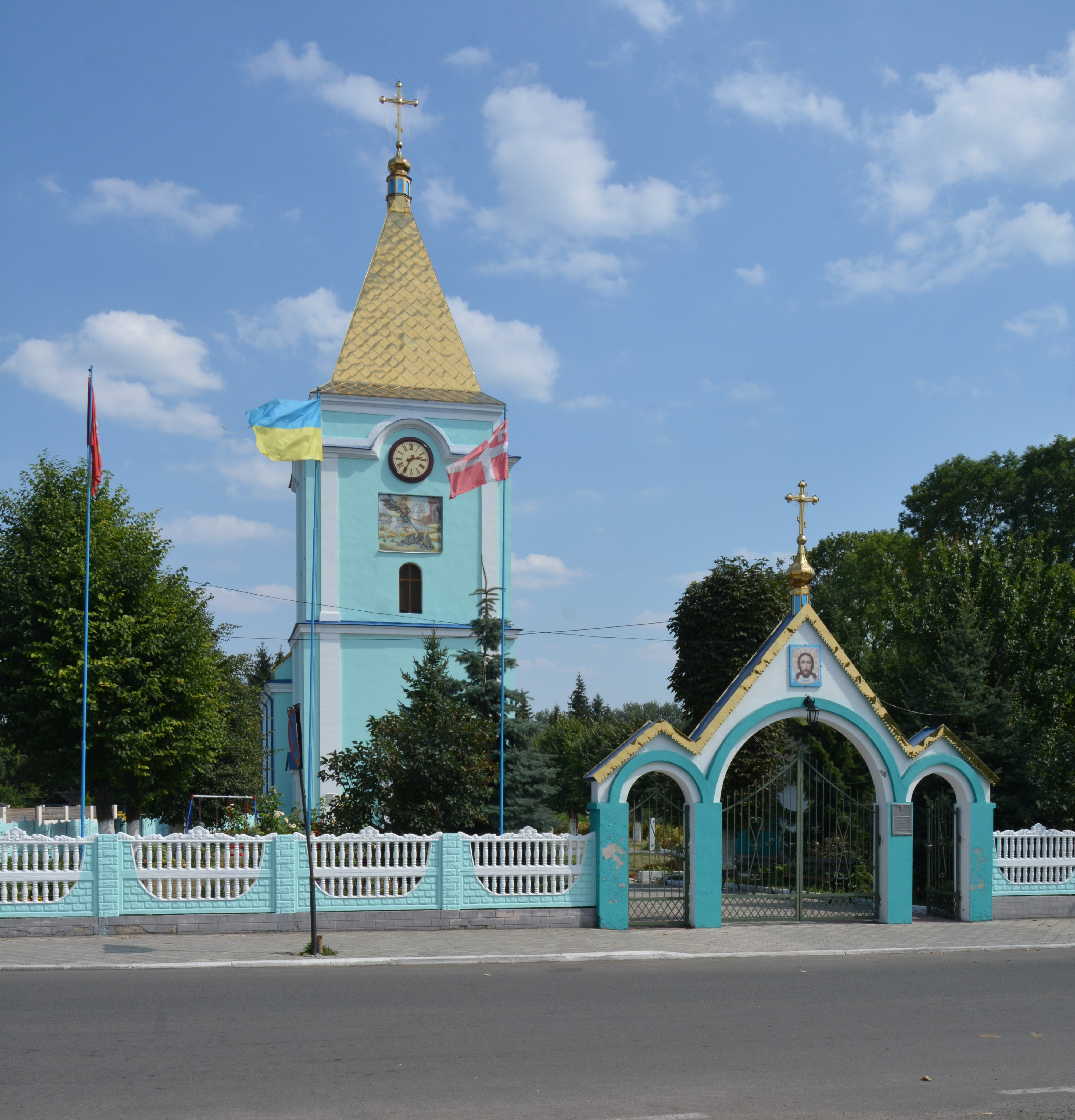
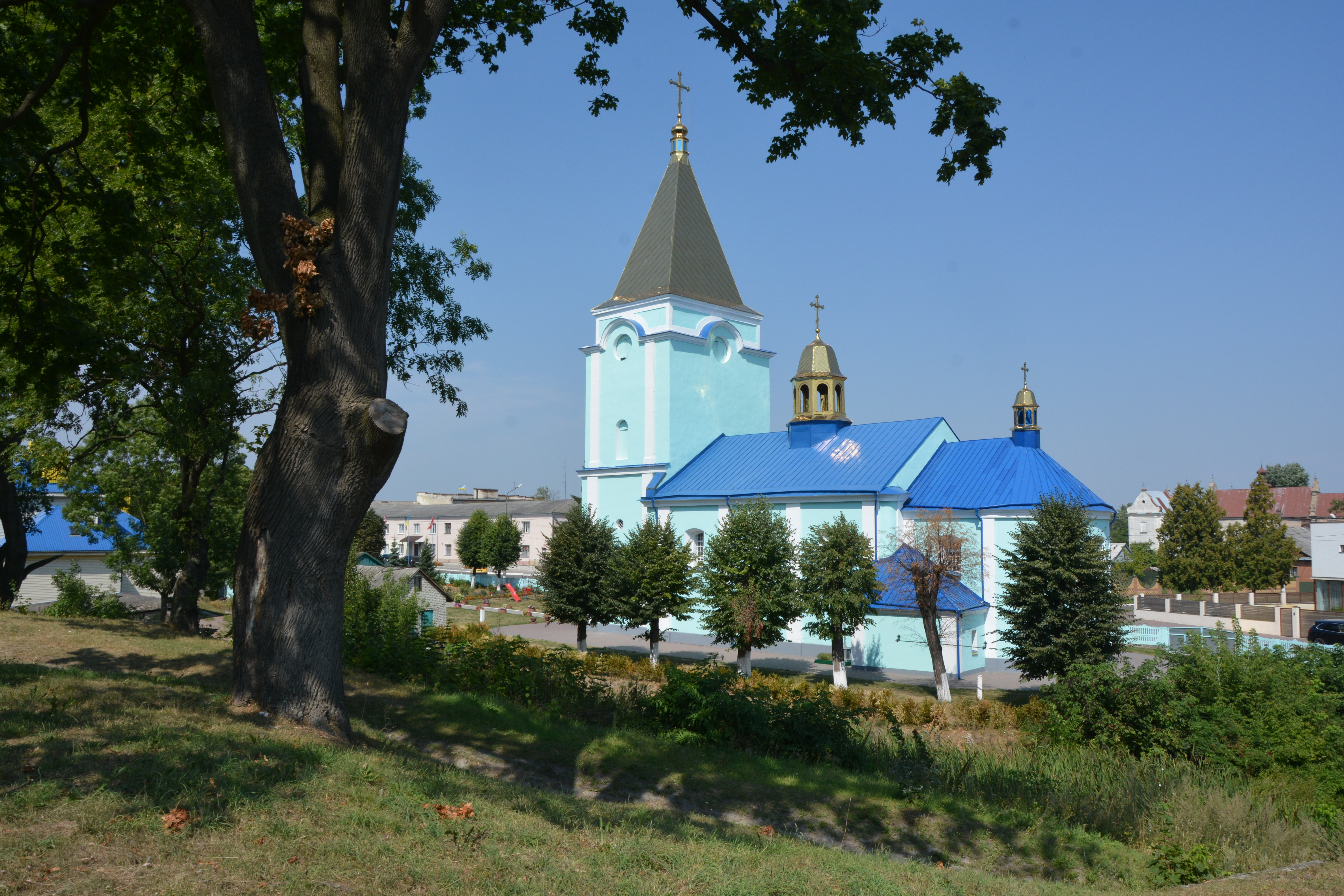
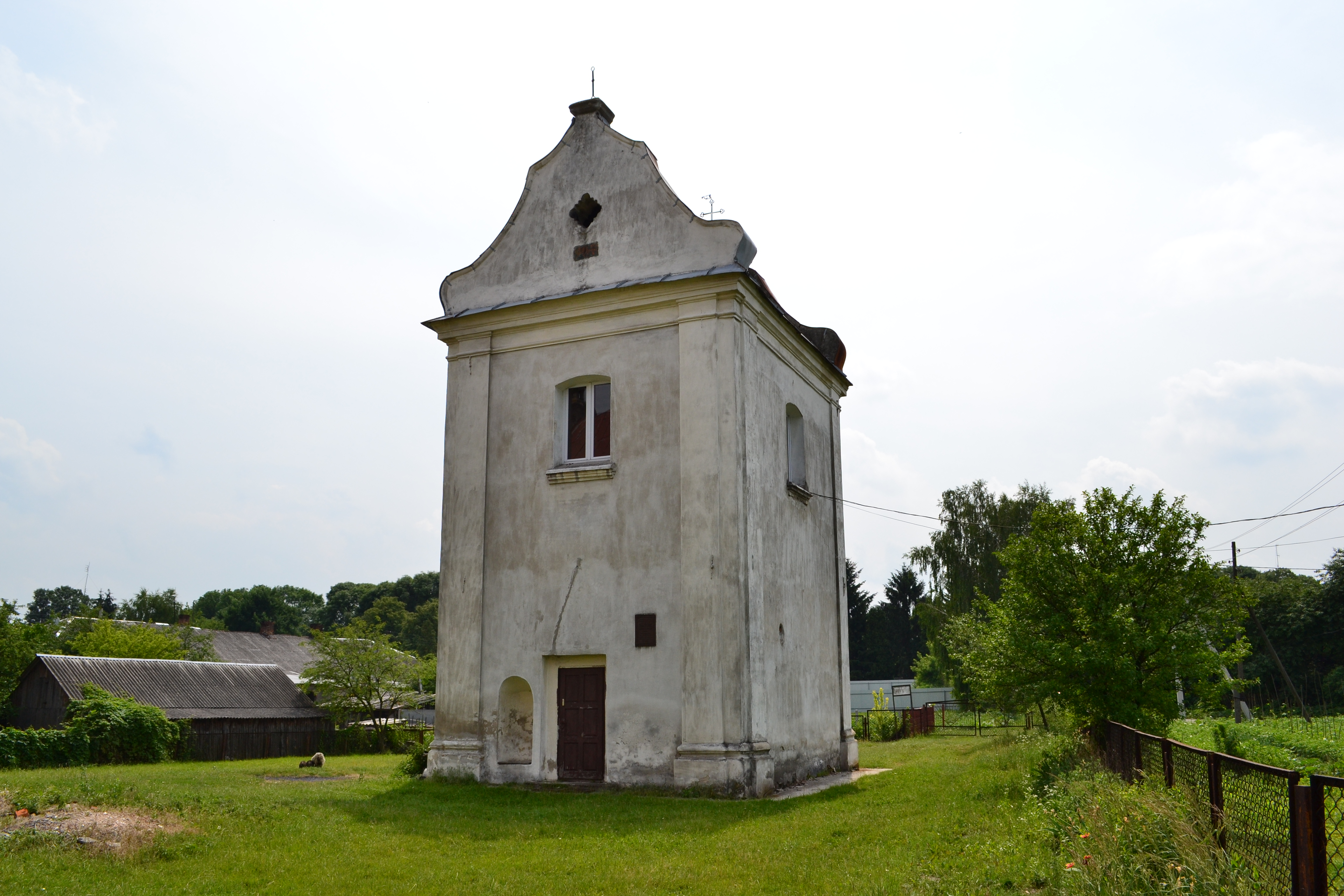
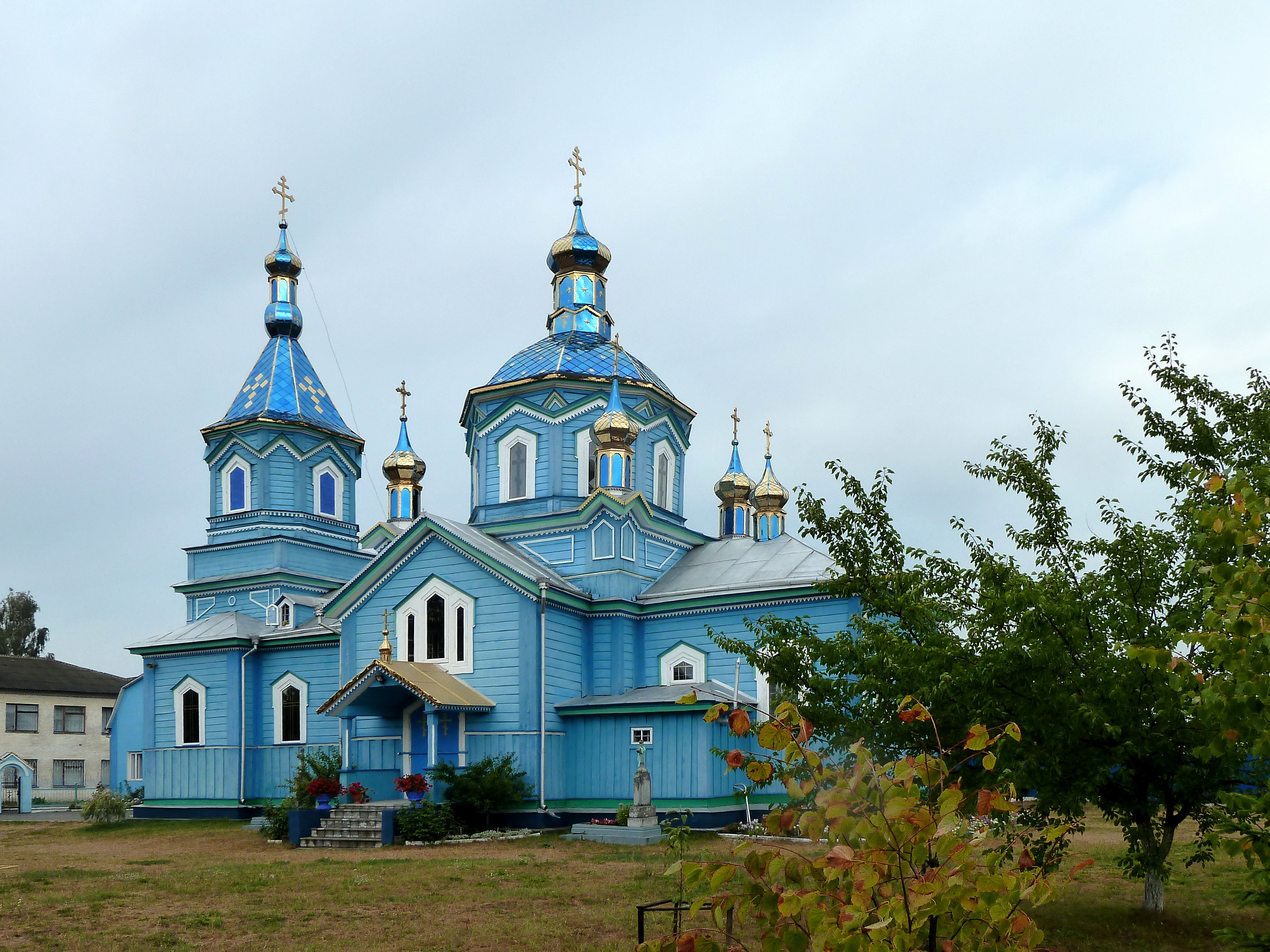
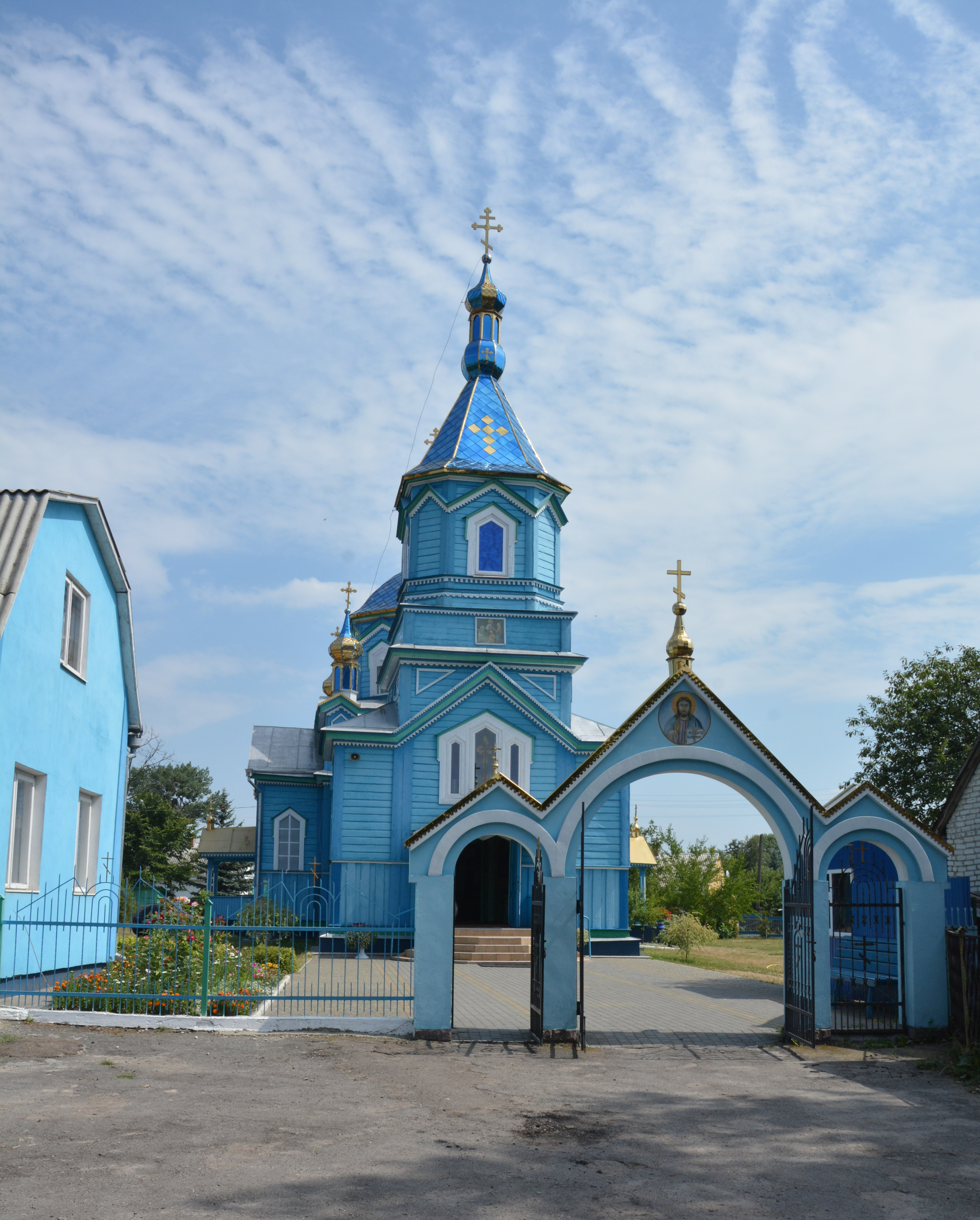
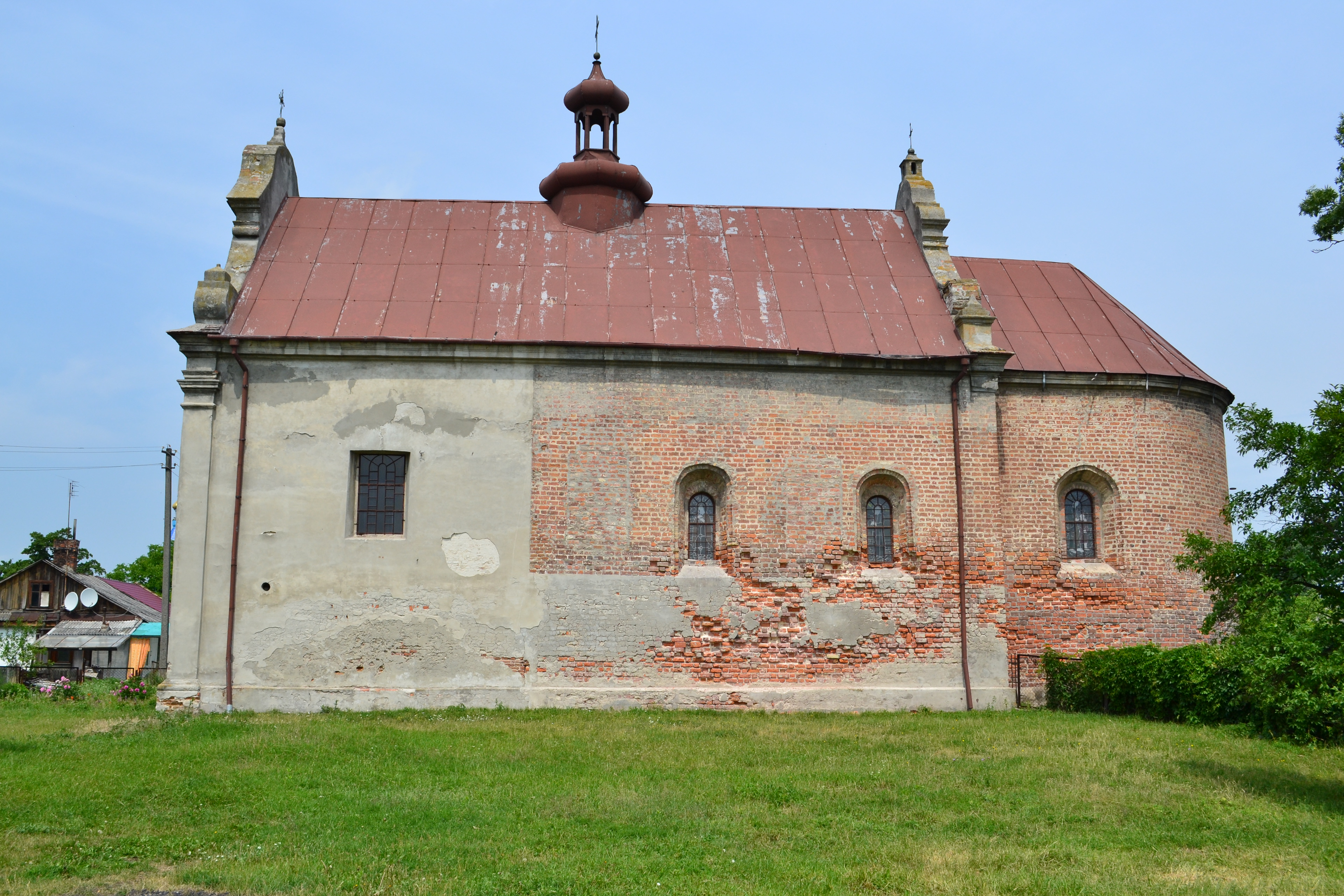
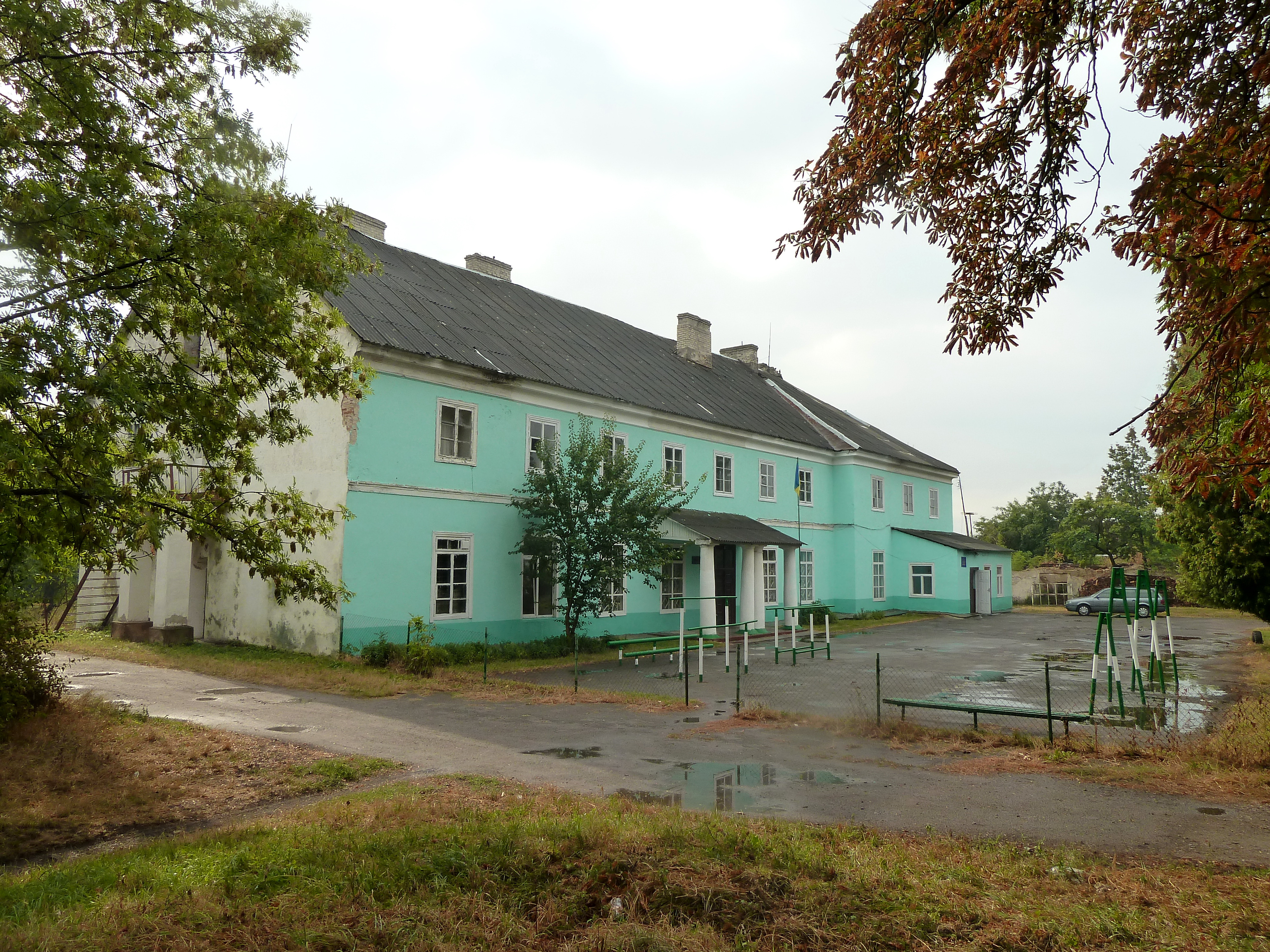
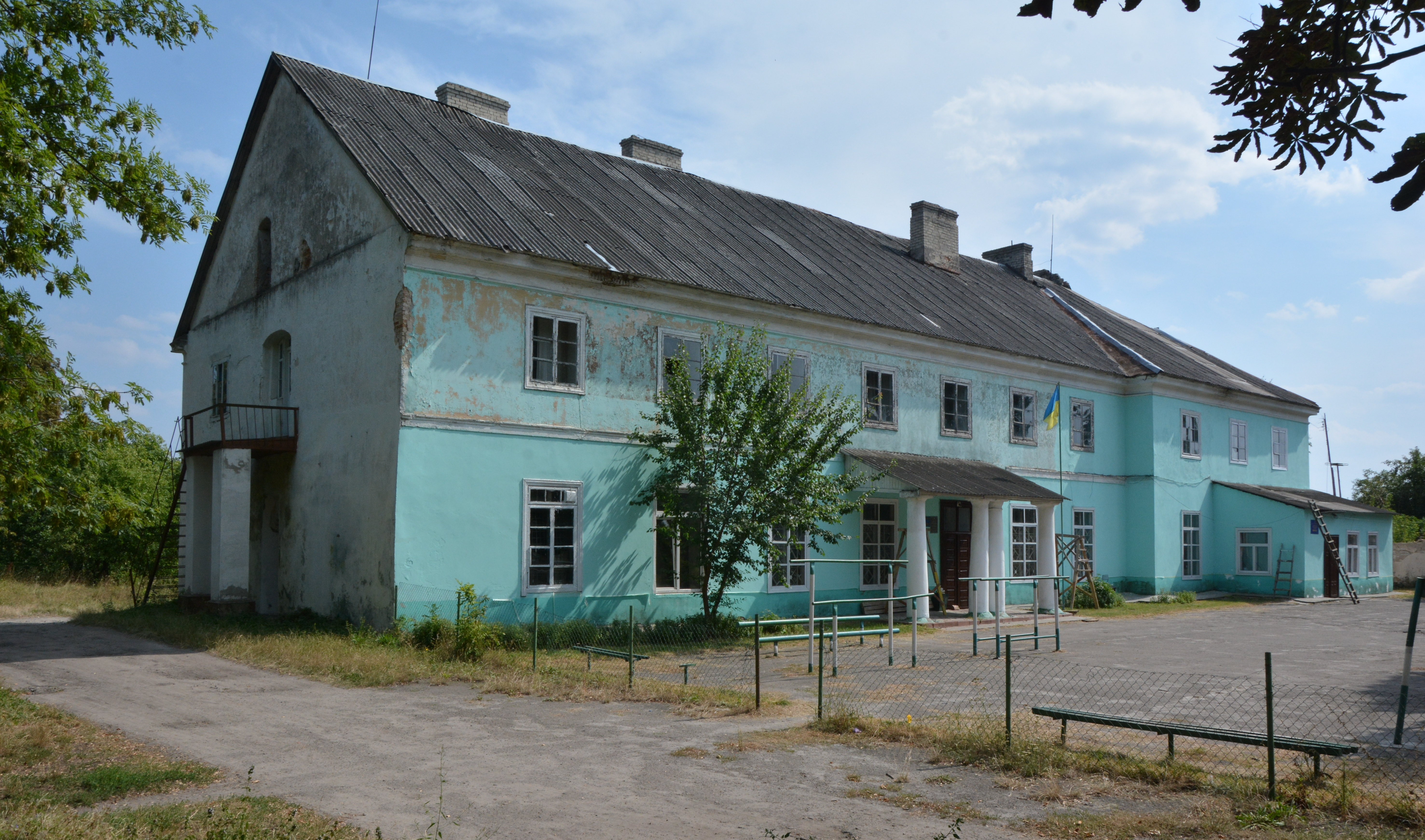
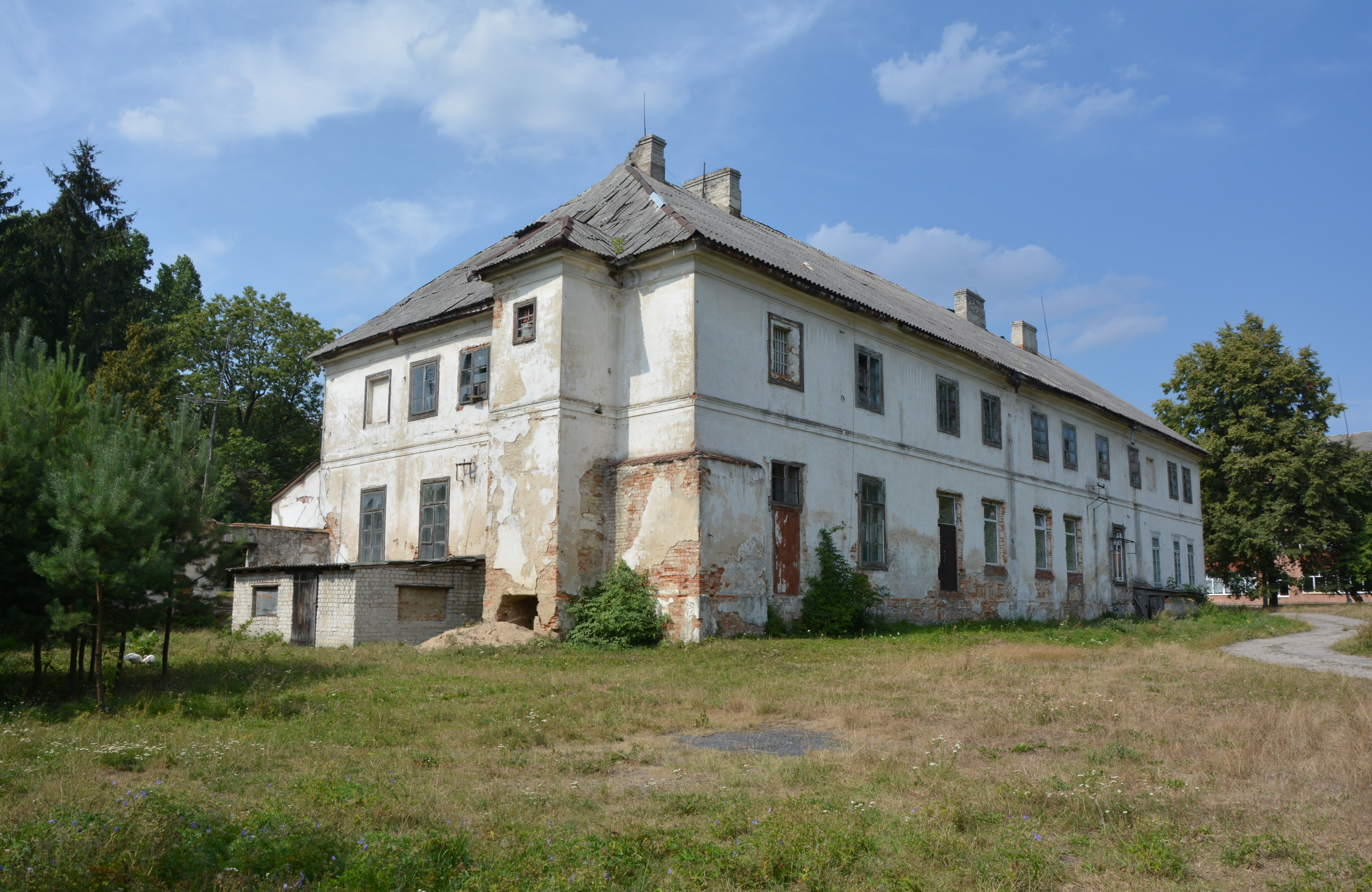
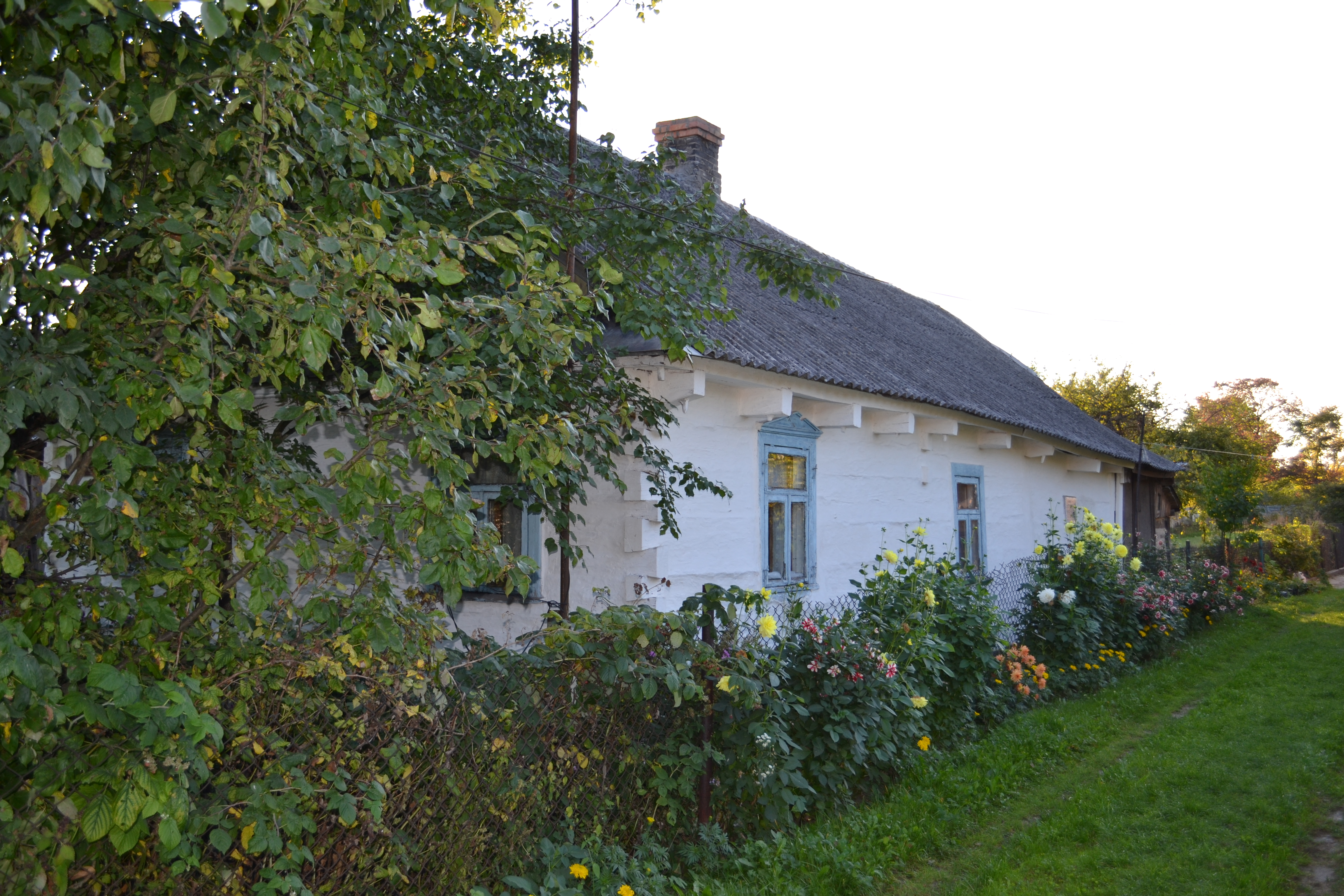
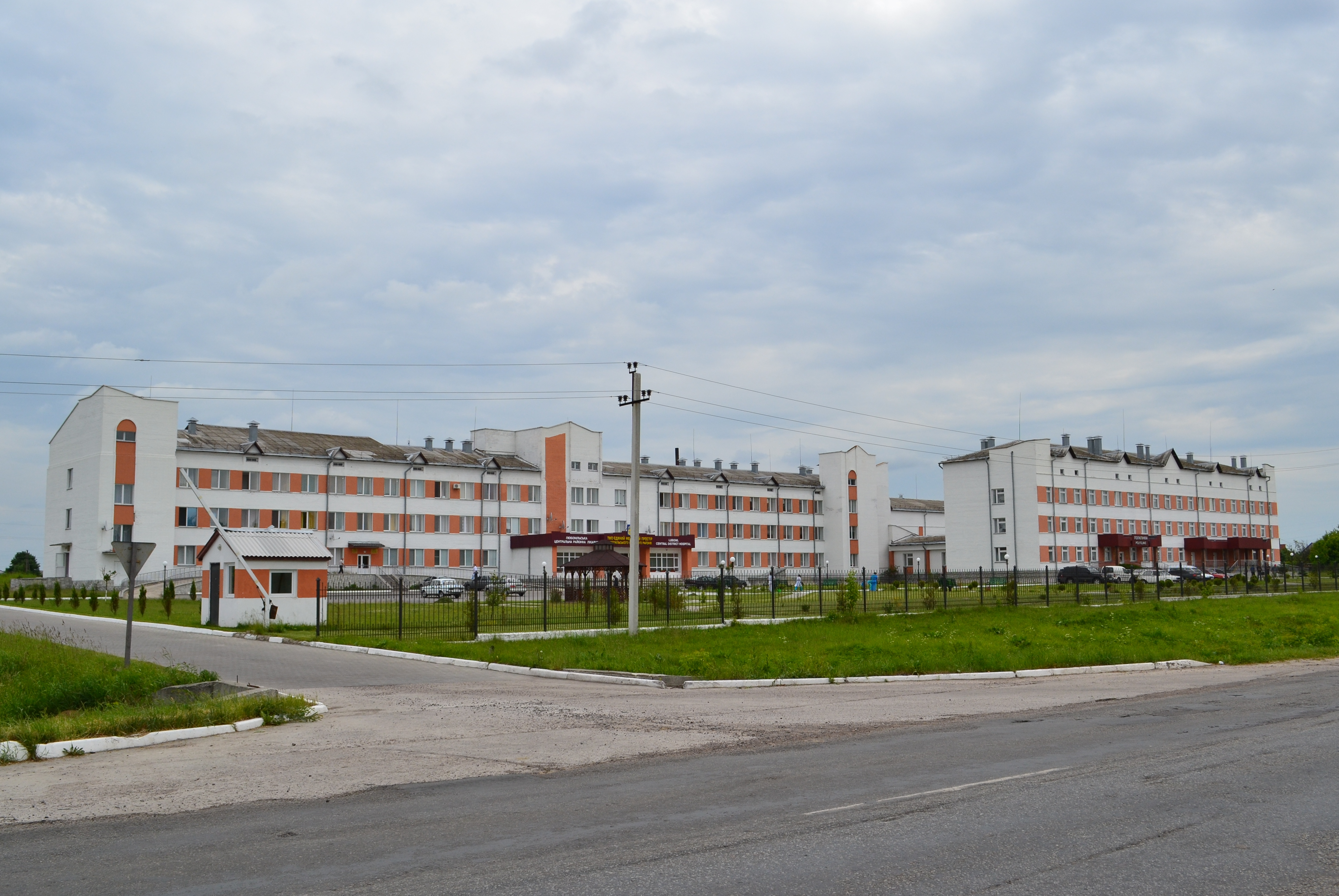
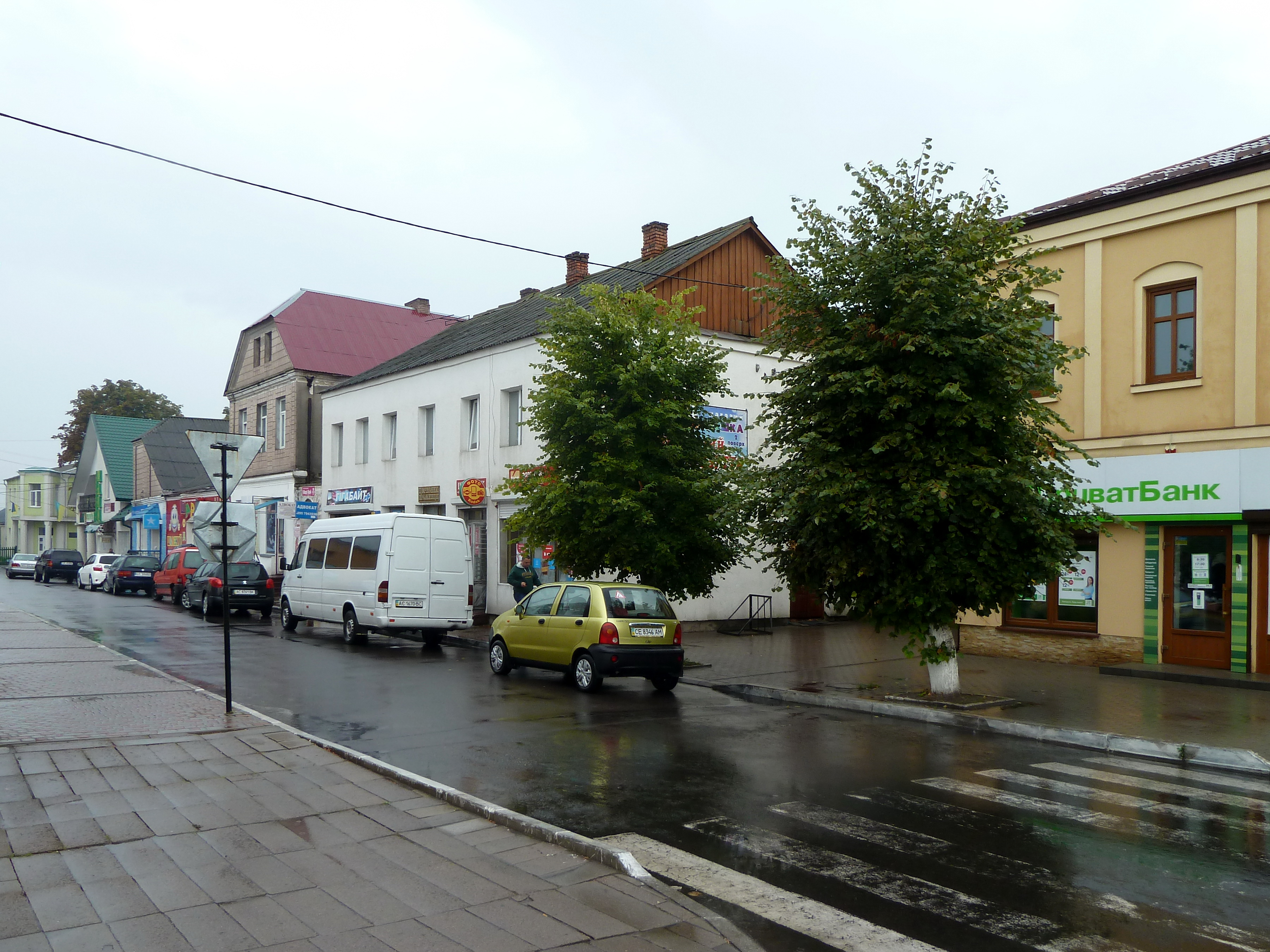
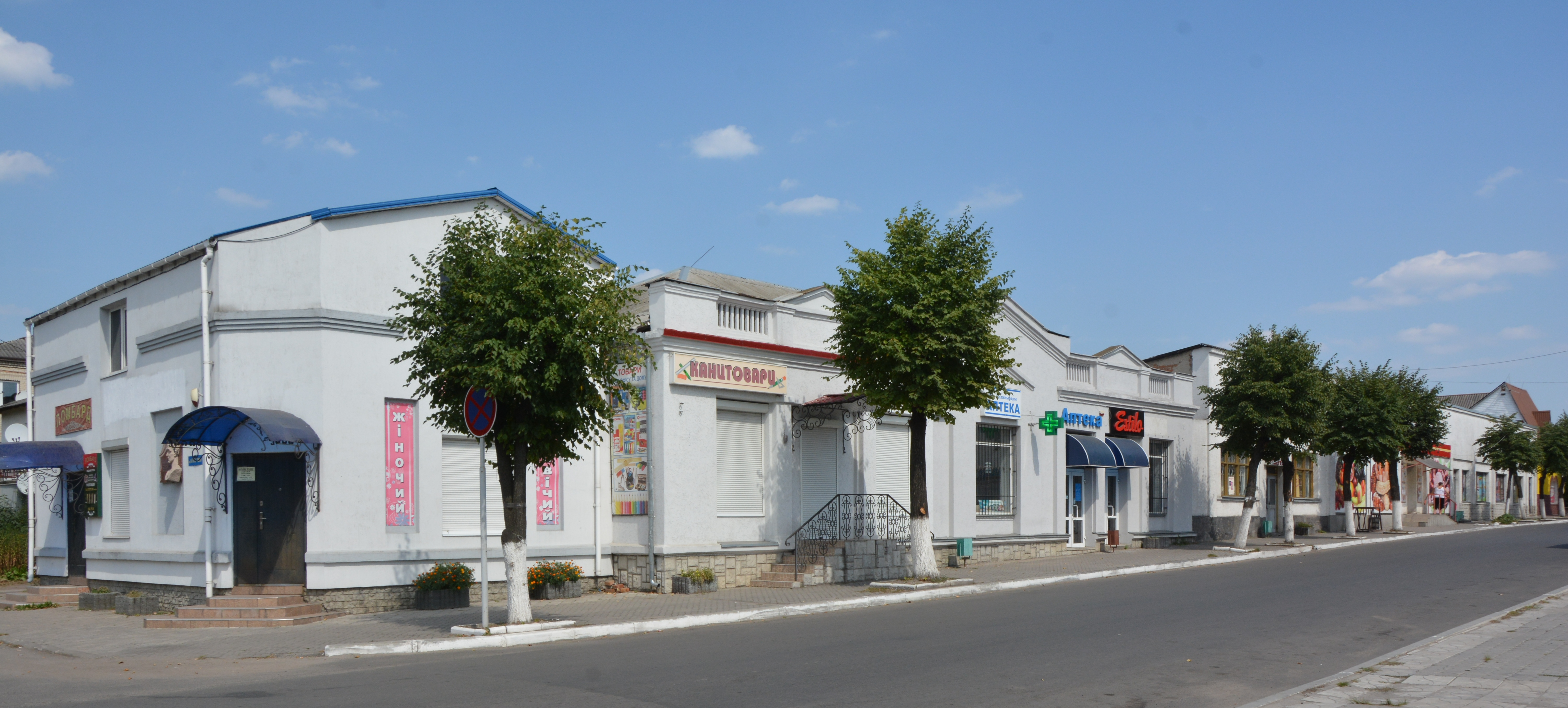
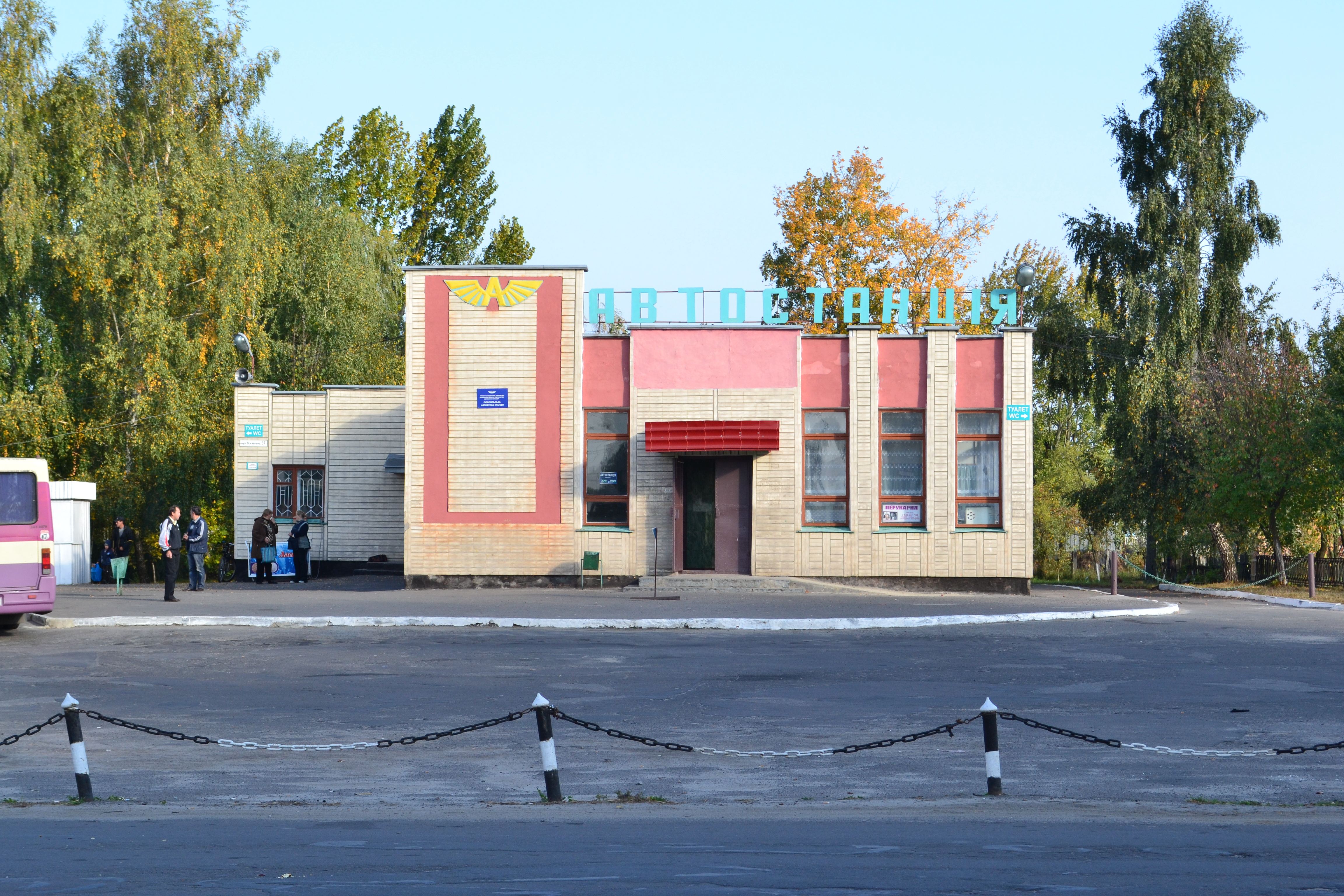
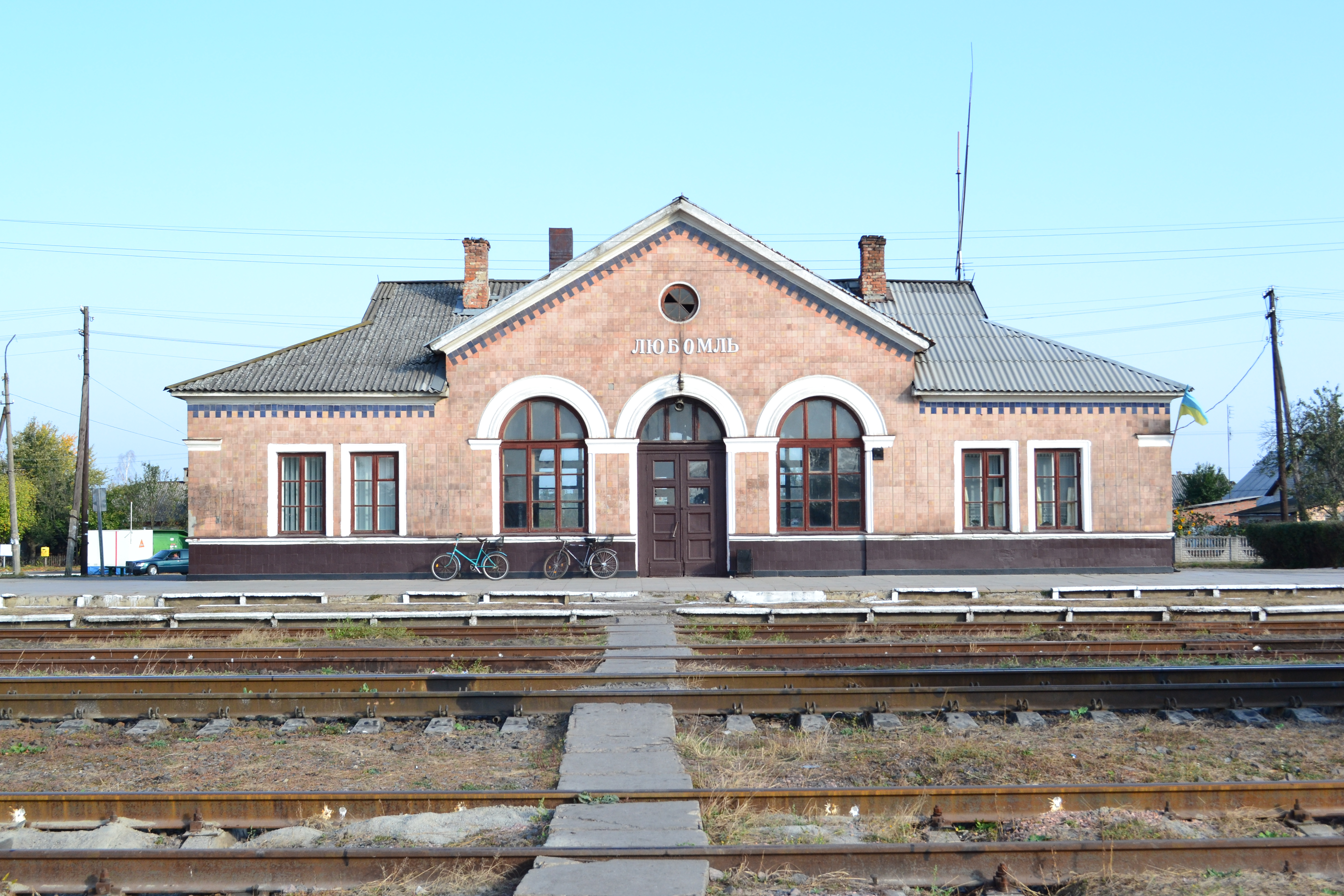
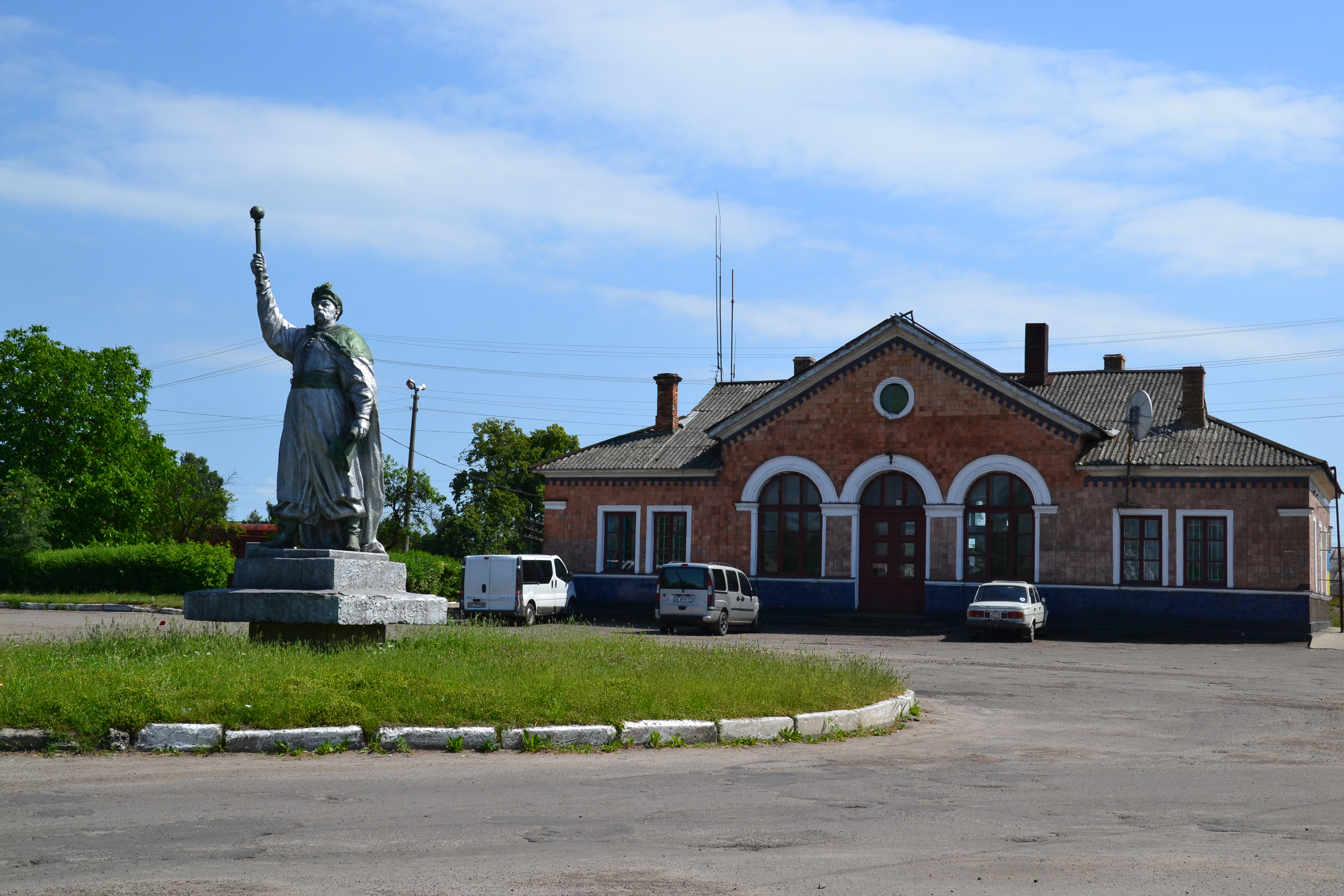